# Уилям Харви
Уилям Харви (на английски: William Harvey), понякога неправилно Уилям Харвей, е английски лекар, анатом и физиолог, който пръв точно описва системата на човешкото кръвообращение в своя труд „Анатомично изследване на движението на сърцето и кръвта у животните“ (1628).

## Биография
Харви е роден на 1 април 1578 г. във Фолкстоун в графство Кент. Той е най-голямото дете от общо деветте в семейството на Томас Харви, преуспяващ бизнесмен и важна личност във Фолкстоун. Като юноша се учи в колеж към Кеймбриджкия университет. През 1600 г. заминава за Италия, за да следва медицина в университета на Падуа, по онова време може би най-добрата медицинска школа в света. През 1602 г. Харви получава докторска степен. След това се завръща в Англия, където има дълга и успешна кариера като лекар. Между пациентите му са двама английски крале (Джеймс I и Чарлз II), както и известният философ Франсиз Бейкън. Харви преподава в Медицинския колеж в Лондон. Извън частната си практика дълги години е главен лекар на лондонската болница „Свети Вартоломей“. Женен е, но няма деца.
Вярвал е в Бог.
Умира на 3 юни 1657 г. в Лондон на 79 години.

## За него
- Butterfield, Herbert. The Origins of Modern Science. revised.   New York, The Free Press, 1957.
- Power, D'Arcy. William Harvey: Masters of Medicine.   T. Fisher Unwin, 1897. ISBN 978-1-4179-6578-6.
- Gregory, Andrew. Harvey's Heart, The Discovery of Blood Circulation.   Cambridge, England, Icon Books, 2001.
- Harris, Paul. William Harvey, Folkestone's Most Famous Son.   Folkestone, Lilburne Press, 2007.
- Kearney, Hugh. Science and Change 1500 – 1700.   New York, McGraw-Hill, 1971.
- Mitchell, Silas Weir. Some Memoranda in Regard to William Harvey, M.D.  1907.
- Munk, William. The Roll of the Royal College of Physicians of London, Vol. I. 2nd.   London, 1878. с. 124–146. Архив на оригинала от 2009-06-15 в Wayback Machine.
- Rapson, Helen. The Circulation of the Blood.   London, Frederick Muller, 1982.
- Singer, Charles. A History of Biology. third, revised.   London, Abelard-Schuman, 1959.
- Wright, Thomas. Circulation: William Harvey's Revolutionary Idea.   London, Chatto, 2012.
- Royal Society of Medicine (Great Britain). Portraits of Dr. William Harvey.   London, Humphrey Milford, Oxford University Press, 1913.